# Bot (heraldika)
A bot változatos formájú és típusú címerkép a heraldikában. Uralmi jelkép, ezért számos formában és helyzetben jelenik meg. Leggyakrabban mellék-címerábraként ember vagy állat tartja, de önállóan is gyakori. Harci változatai a buzogányok.
A bot eredeti jelentése 'ág, ágbog, csomó a növényen, fán; tuskó, bunkó' lehetett és a bot végén levő fejet, a bunkószerű végződést is jelentette. Áron, Szent Kristóf és Szent János botjai kizöldültek. A Millnits család címerében a griff a gondviselés jelképével ellátott botot tart, melyre zöld gally tekeredik. Gábriel arkangyal attribútuma fején a korona, körülötte a dicsfény, valamint az Úr követeit jelképező keresztes hírnöki bot, mely néha liliomos jogar volt.
A bot a kiválasztottság, beavatottság, az égi eredetű, valamint a parancsnoki hatalom jelképe volt (jogar, marsallbot, bírói pálca, buzogány). A pásztorbot a római főaugurok pásztorbotjaiból származik, mellyel az eget osztották szektorokra. A kereskedők Merkur-pálcát, az orvosok kígyós botot használtak a címerükben. Aesculap bot van a Jankovics (Doctorovich) család címerében. Merkur kígyós boját a modern angol heraldikában a táv- és hírközlésben tevékenykedő személyeknél alkalmazzák. Követi pálcát használtak a heroldok, és bot volt a falusi és városi bírók hatalmi jelvénye is. A bíróválasztás Szent György napján történt. Budán az új bíró hatalmának jelképeit, a zöld gallyat és a fehér bíróbotot a városháza előtt helyezte a földre. Ilyenkor a város pecsétjét is felmutatták a népnek.
Az erdélyi udvarban a fejedelmi ebédeket a főhopmester jelentette be, aki hosszú ezüstös nádpálcát viselt. Apor szerint a fejedelemnek vastag rövid nádpálcája, a főuraknak pedig két-három helyen bogos nádpálcája volt. Az ifjú nemesek ezüstös vagy aranyas tollas buzogányt viseltek, melynek nyele bársonnyal volt borítva vagy vasbuzogányuk volt, ezüstös vagy aranyas nyéllel. Némelyeknek hasonló nyelű baltájuk vagy csákányuk volt. Akinek erre sem telt, tattár korbácsot viselt, tamariskusfa nyéllel, a végein fehér csonttal. Az istenítéletet az alacsonyabb néposztályok bunkóval, doronggal végezhették, míg a nemesek karddal.

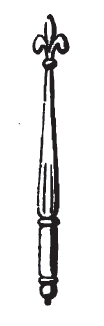
Liliomos végű bot
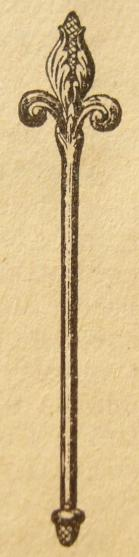
Sceptrum
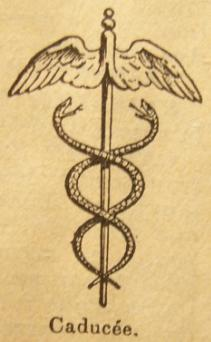
caduceus
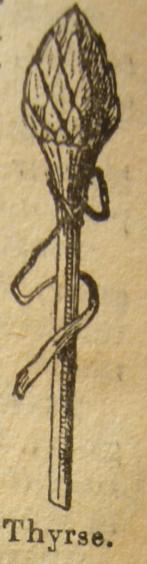